# 에방겔리스 자파스
에방겔리스 자파스(그리스어: Ευαγγέλης Ζάππας, 1800년 ~ 1865년 6월 19일)는 그리스의 애국자, 사업가, 박애주의자이다. 그는 오늘날에 근대 올림픽의 창시자로 알려져있으며 자파스 올림픽을 후원했고 이것은 IOC를 등에 업은 올림픽보다 일찍 시작한 것이다. 에방겔리스 자파스와 그의 사촌인 콘스탄티노스 자파스의 업적에는 1896년 올림픽을 후원한 것도 있다.
그가 어렸을 때 자파스는 그리스 독립 전쟁 (1821년 ~ 1830년)에 참전했으며 소령까지 진급했고 몇몇 주목할만한 전투에서 싸우기도 했다. 그는 자신이 사업가로서 성공적인 인생을 살던 왈라키아로 이사했으며 그 당시 동유럽에서 부자 중 한 명으로 이름을 날리기도 했다.
그가 당시 올림픽 재건의 주 후원자였다는 사실 외에도 그는 그리스와 루마니아의 국가적 후원자로 알려져있다. 특히 그는 몇몇 기관, 학교, 스포츠 시설등을 지었다.

## 삶

### 어린 시절
에방겔리스 자파스는 1800년에 그리스에 있는 라보베에서 태어났다. 이 때 이 지역은 오스만 제국의 지배에 놓여있었다.
자파스는 그가 어렸을 때 어떠한 교육도 받지 않았다. 그는 13살 때 그의 고향을 떠났으며 돈을 벌기 위해 오스만 군대에 지원을 했다.

### 그리스 독립 전쟁
곧 그는 그리스 애국 협회인 필리키 이티리아의 회원이 되었으며 1821년에 그리스 독립 전쟁이 터졌을 때 동지들과 함께 참전했다. 이 기간 동안 자파스는 혁명군에서 소령의 직위까지 올랐으며 술리오트의 대장인 마르코스 보차리스와 친구가 되었다. 1823년에 보차리스가 죽자 자파스는 디미트리오스 파누기아스, 키초스 차벨라스, 미카일 스피로밀로스와 같은 다양한 독립 전쟁 사령관의 밑에서 근무하기도 했다. 그는 몇몇의 유명한 전투에 참가했으며 그 중에는 술리 공략, 페타 해전, 1차 메솔롱기 공략 전투 등이 있다. 그가 나중에 그리스 관료와 나눈 대화에 의하면 그는 전쟁 중에 다섯 번 부상을 당했다고 했다.

### 왈라키아
독립전쟁이 끝난 후인 1831년에 자파스는 왈라키아로 이사갔다. 짧은 시간동안 자파스는 민간 치료사를 했으나 곧 실무적인 일에 종사하기로 결정했다. 다음 20년간 그는 부동산, 농경, 루마니아에 있는 밀 농지 대여 등을 통해 수입을 벌여들였다. 1850년대에 자파스는 동유럽에서 가장 부유한 기업가로 알려져있었다. 그의 사망 당시(1865년)에 그의 재산 총액은 600만 금 드라크마였다.

### 올림픽의 재건
19세기에 낭만주의의 영향으로 고대 올림픽을 재건하자는 움직임이 산발적으로 일어났다. 1833년에 그리스의 음유시인인 파나요티스 수초스가 자신의 시 '망자의 대화'에서 올림픽을 고대 그리스 전통의 상징으로써 사용했다. 얼마 안있어서 그는 새로 수립한 그리스 정부에 올림픽의 재건을 분명히 요청했으며 1835년에는 그리스 정부에 그 영향력을 담은 문서를 보내기도 했다. 1852년에 독일의 고고학자인 에른스트 쿠르티우스도 올림픽이 재건되어야 한다고 말했다.

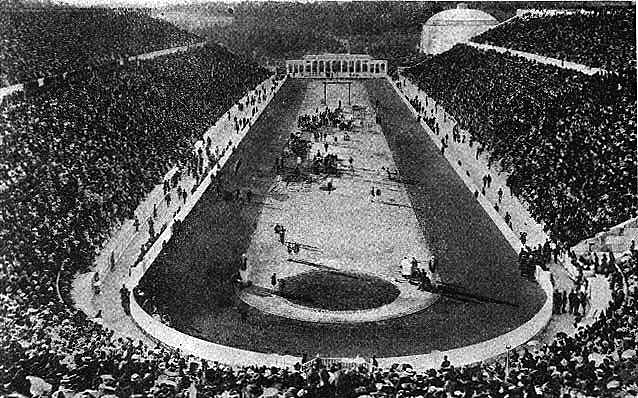
파나티나이코 경기장의 모습 (1906).

자파스는 파나요티스 수초스에게서 강한 영감을 받았으며 자신이 힘 닿는 데까지 해서 고대의 전통을 근대에 와서 되살리기로 결심했다. 1856년 초에 그는 외교 채널을 통해서 그리스의 왕 오톤에게 올림픽을 재건 할 자금과 우승자에게 줄 상금을 지원해달라는 편지를 보냈다. 그러나 이 요청은 반대에 부딪혔다. 몇몇 그리스 정치인들 사이에서는 운동경기는 고대로 회귀하는 것이며 근대에 어울리지 않는다는 생각이 퍼져있었다. 그리스의 외교부 장관이자 아테네의 반(反)-체육 압력단체의 수장이었던 알렉산드로스 리소스 랑가비스는 그런 것보다는 산업 박람회를 열 것을 제안했다. 몇 달동안 그리스 정부에서는 공식적인 입장을 내지 않았다. 1856년 7월에 파나요티스 수초스가 그리스 언론에 한 기사를 썼는데 이 기사로 인해 자파스는 대중에게 널리 알려졌으며 이 경기의 일련에 대한 도화선이 되었다. 오톤은 4년 주기로 경기를 열 돼 산업과 생산 박람회를 동시에 열며 자파스가 전부 후원 한다는 조건 하에 승낙 했다. 그 결과로 자파스는 올림픽 신탁 자금을 만들기 위해 그리스 정부에게 필수적인 자금 지원을 공급받았다.
1859년 11월 15일에 아테네의 중심부에 있는 광장에서 첫 올림픽이 열렸다. 이 운동 경기는 고대 그리스의 줄기를 계승하며 아직 고대 그리스 경기장이 준비되지 않은 첫 근대 올림픽이었다. 그 경기장인 파나티나이코 경기장은 1870년이 되어서야 근대 올림픽에서 처음으로 사용되었으며 고대 올림픽 이후 처음 쓰였다. 선수들은 다양한 종목의 경기를 했으며 이것은 고대 올림픽의 경기 종목과 비슷했다. 종목으로는 달리기, 원반 던지기, 창 던지기, 레슬링, 뛰기, 막대 오르기 등이 있었다.
자파스는 나중에 파나티나이코 경기장에서 열릴 올림픽의 기금을 위해 재산을 남겨놓았다. 그는 1865년에 사망했다. 그의 막대한 재산은 아테네에 운동 시설을 짓는데 쓰이기도 했으며 올림픽의 존속을 위해 쓰이기도 했다.

## 업적

### 근대의 올림픽 재건

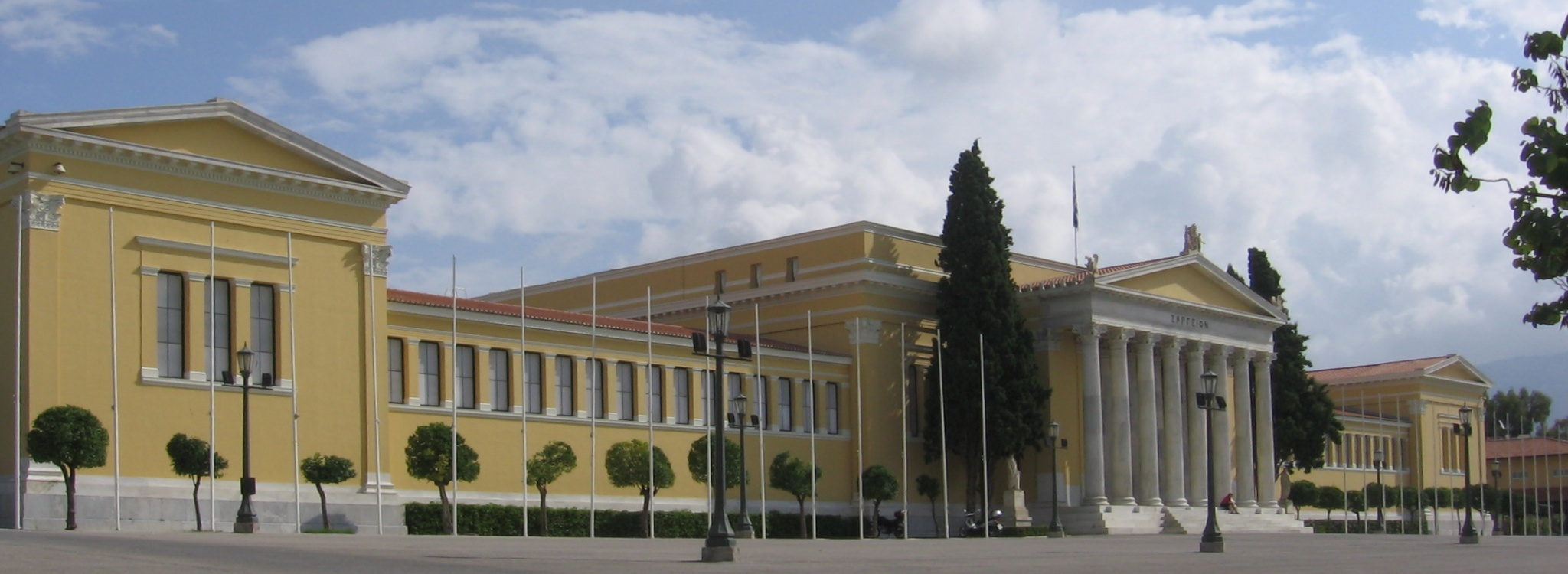
자피온 전람회장

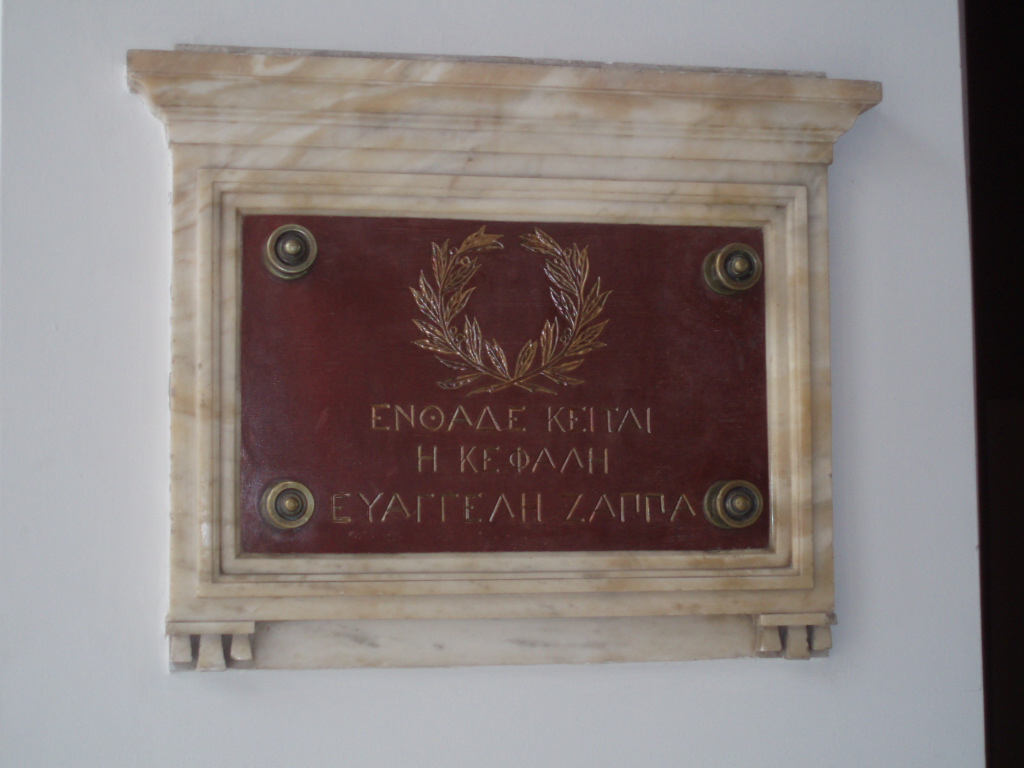
에방겔리스 자파스를 모신 자피온의 지하실

자파스가 사망하기도 했고 그리스 정부가 경기장을 대리석으로 다 바꿔야한다는 자파스의 제안을 무시했기 때문에 나무를 대리석으로 싹 교체하는 2차 공사가 파나티나이코 경기장에서 진행되었다. 이것은 아테네에서 열릴 1896년 하계 올림픽을 준비하기 위함이기도 했다. 자파스의 유산에 관한 공방전 끝에 그의 사촌인 콘스탄티노스 자파스가 물려받았으며 올림픽에 기부금을 늘려나갔으며 올림픽 정신을 이어나가기 위한 노력을 거두지 않았다. 1870년에 수용인원이 30,000석인 새 경기장이 두 번째 올림픽을 맞을 준비가 완료되었다. 1870년에 열린 올림픽은 1859년에 열렸던 올림픽보다 더 많은 관중이 몰려왔고 많은 경기가 열렸으며 선수들 또한 많이 더 많이 참석했고 일반적으로 구성또한 전번 대회보다 나았다는 평을 받았다. 게다가 첫 근대 올림픽 건축물은 이 대회를 도와주려는 목적으로 만들어졌으며(1896년 하계 올림픽 때는 펜싱 경기가 열렸다.) 또한 그리스 정부의 반-체육 의원들이 이 경기의 목적을 산업 박람회로 바꿔야한다는 압력을 행사하기도 했다. 아테네의 국립 정원 근처에 위치한 이 건물은 자파스의 유산으로만 지어졌으며 콘스탄티노스가 후에 자피온으로 명명했다. 공식적으로 자피온은 1888년 10월 20일에 열렸다.
영국의 윌리엄 페니 브룩스는 머치 웬록에서 운동 경기를 개최했으며 이 경기는 1859년 아테네 경기에서 어느정도 따왔다. 프랑스의 쿠베르탱은 브룩스 박사에게서 영감을 얻어서 1894년에 IOC를 창설했다.
플로리다 대학교의 David C. Young 교수는 이렇게 말했다:

"자파스가 없었다면 1896년 아테네 올림픽은 열리지 않았을 것이다. 자파스의 행동과 의지와 자파스 올림픽의 전통이 (그리스의 황태자) 콘스탄티노스 1세가 1894년에 IOC가 만들어지기도 전에 올림픽을 지지하게 되었다."

### 자선 행위
그의 올림픽 재건에 대한 노력과는 별개로 에방겔리스 자파스는 오스만 제국내에 학교, 도서관, 다른 여러 기관등을 짓는 데 후원하기도 했다. 그리스 학교들은 라바보, 레클리, 니바니, 드로비아니, 필리아테스, 델비나, 페르메트 같은 그리스인 도시에 만들어졌고 확장되었다. 콘스탄티노플에도 탁아소, 초등학교, 중학교등이 설립되었으며 이것들은 전체적으로 자피온 기관이라고 불린다. 또한 많은 돈이 그리스 국립 은행에 있었으며 이 돈들은 그리스의 많은 학생들을 서유럽의 산업 관련 대학원에 보내기 위한 장학금 용도로 쓰였다.

### 성격과 무덤
아이가 없던 에방겔리스 자파스는 외롭고 괴상한 성격으로 묘사되었다. 그와 반대로 그는 자신의 행동이 미칠 영향을 잘 아는 애국, 통찰, 확고함의 사나이로 알려져있기도 했다. 그의 사촌인 콘스탄티노스 자파스는 그의 유언 집행인이었으며 유산을 통해서 에방겔리스 자파스의 자선적인 일을 계속했다. 처음에 자파스의 소원은 그가 대부분의 삶을 살았던 루마니아에 묻히는 것이었다. 하지만 사망한지 4년 후에 그의 뼈를 발굴해서 그가 태어난 라보보의 학교 마당에 이장했다. 또한 그의 두개골은 아테네에 있는 자피온의 밖에 있는 그의 기념비 아래에 모셔져있다. 피에르 드 쿠베르탱 남작은 그의 심장을 올림피아에 묻어서 자파스를 따라하기도 했다.

## 관련 서적
- Brownell, Susan (2008). 《The 1904 Anthropology Days and Olympic Games: Sport, Race, and American Imperialism》. University of Nebraska Press. ISBN 0803210981.
- Decker, Wolfgang (2006). 《Festschrift für Wolfgang Decker zum 65. Geburtstag》. Weidmann. ISBN 3615003268.
- Findling, John E.; Pelle, Kimberly D. (2004). 《Encyclopedia of the Modern Olympic Movement》. Greenwood Publishing Group. ISBN 9780313322785.
- Gerlach, Larry R. (2004). 《The Winter Olympics: From Chamonix to Salt Lake》. University of Utah Press. ISBN 0874807786.
- Golden, Mark (2009). 《Greek Sport and Social Status》. University of Texas Press. ISBN 9780292718692.
- Hill, Christopher R. (1992). 《Olympic Politics》. Manchester University Press ND. ISBN 0719037921.
- Landry, Fernand; Landry, Marc; Yerlès, Magdeleine (1991). 《Sport...le Troisieme Millenaire》. Presses Université Laval. ISBN 2763772676.
- Matthews, George R. (1904). 《America's First Olympics: The St. Louis Games of 1904》. University of Missouri Press. ISBN 0826215882.
- Philologikos Syllogos "Parnassos" (1977). 《Parnassos》 (그리스어). Philologikos Syllogos Parnassos.
- Ruches, Pyrrhus J. (1967). 《Albanian Historical Folksongs, 1716-1943: A Survey of Oral Epic Poetry from Southern Albania, with Original Texts》. Argonaut Inc.
- Ruprecht, Louis A. (2002). 《Was Greek Thought Religious?: On the Use and Abuse of Hellenism, from Rome to Romanticism》. Palgrave Macmillan. ISBN 9780312295639.
- Vassiadis, George A. (2007). 《The Syllogos Movement of Constantinople and Ottoman Greek Education 1861-1923》. Centre for Asia Minor Studies. ISBN 9789608761063.
- Young, David C. (1996). 《The Modern Olympics - A Struggle for Revival》. Johns Hopkins University Press. ISBN 0801853745.